# Sulli
Choi Jin Ri més coneguda amb el seu nom artístic Sulli (coreà: 최진리)  (Yangsan, 29 de març de 1994 - Sujeong-su, 14 d'octubre de 2019) va ser una cantant, actriu, ballarina, model i MC coreana. Va debutar com a actriu el 2005. Sulli va ser membre del quintet femení f(x) format el 2009 per SM Entertainment i MC al programa Inkigayo de SSBS des del 2010 fins ara.

## Etapa infantil
Sulli va néixer el 29 de març de 1994 a Yongsan, República de Corea) però va passar la seva infància a Busan. El seu nom real és Choi Jin Ri, JinRi significa La veritat en coreà. Sulli era l'única filla de la família i té 2 germans grans. La seva mare la va anotar en una escola d'actuació quan era petita. El primer viatge a Seül de Sulli va ser en 6è grau, el 2005, Sulli actua professionalment com La Petita Princesa Sunhwa en el drama de SBS Balada de Seodong i una mica després realitza un cameo en un altre drama de SBS, Love needs a Miracle. Vol convertir-se en cantant, i segueix el seu somni fins a una audició de S.M. Entertainment, on va cantar la cançó de S.E.S Chingu (Amic). Després de la seva audició va esdevenir una alumne de SM, i el 2005, al 5è grau, es va mudar a un dormitori amb Taeyeon i Tiffany de Girls' Generation i va continuar compartint dormitori fins al debut de Girls' Generation el 2007.

## Educació
Sulli va assistir a Jungbu Elementary School (중부 초등학교) i després a assistir a Chungdam Middle School (청담 중학교). Ella anteriorment estava assistint a Seoul Performing Arts High School amb Suzy de Miss A, enfocant-se en l'actuació.

## Actuació
Sulli es va convertir en una actriu professional als 11 anys, quan va ser seleccionada per interpretar a la Petita Princesa Sunhwa en el drama de SBS The Ballad of Suh-dong. Uns mesos després, va realitzar un cameo a Love Needs a Miracle, un altre drama de SBS. El 2006, va realitzar una petita aparició de suport com l'amor de JYJ, Micky, en un drama teatral de vacances. Més tard va aconseguir un paper menor en Punch Lady i The Flower Girl is Here (2007) i també a Babo (2008).
El 26 d'abril de 2012, Sulli i el membre de SHINee, Choi Minho van ser confirmats per realitzar els papers principals en el nou drama de SM Entertainment, To The Beautiful You, la versió coreana de Hana Kimi. El drama estaria dirigit pel director del famós drama Boys Over Flowers, Jun Ki Sang i s'estrenaria el 15 d'agost a SBS.

## Defunció
El 14 d'octubre del 2019, va esser trobada morta per la policia.

## Series dramàtiques
- To the Beautiful You (SBS, 2012)
- Welcome to the Show(SBS, 2011
- Oh! My Lady (SBS, 2010)
- Drama City
- Vacation (2006)
- Ballad Of Suh Dong (SBS,2005)

## Pel·lícules
- Real (2016)
- Fachion King (2014)
- The Pirates (2014)
- I AM. (2012)
- SMATOWN Live in Tokyo Special Edition (2012)
- BA:BO (2008)
- Punh Lady (2007)

## Programes de TV
- Running Man
- Happy Together (TV Show)
- Inkigayo

## Reconeixements
- 2013 Paeksang Arts Awards: Mas Popular - Actriu (TV) (Guanyadora)
- 2012 SBS Drama Awards: Premi Nova Estrella (To The Beautiful You) (Guanyadora)
- 2012 Mnet 20 s Choice Awards: Upcoming 20 s (Guanyadora)

## Curiositats[calcitació]
- Ex-Grup Kpop: F(x)
- Posició: 4 Vocalista, ballarina, 2 rapera i visual.
- Família: Pares, 2 germans majors i un de menor.
- Relació Sentimental: Choiza de Dynamic Duo.
- Religió: Protestant.
- Aficions: Ballar.
- Especialitats: Actuar.
- Idiomes: Coreà